# I surrogati dell'amore
I surrogati dell'amore (Surogaty lyubvi) è un cortometraggio muto del 1918 diretto da Viktor Tourjansky.

## Produzione
Il film venne girato il 15 aprile 1918. Fu uno dei film girati da Tourjanski nelle zone non occupate dai bolscevichi, dopo la Rivoluzione del 1917 e prima che il regista espatriasse in Francia.